# Leuzendorf in Unterfranken

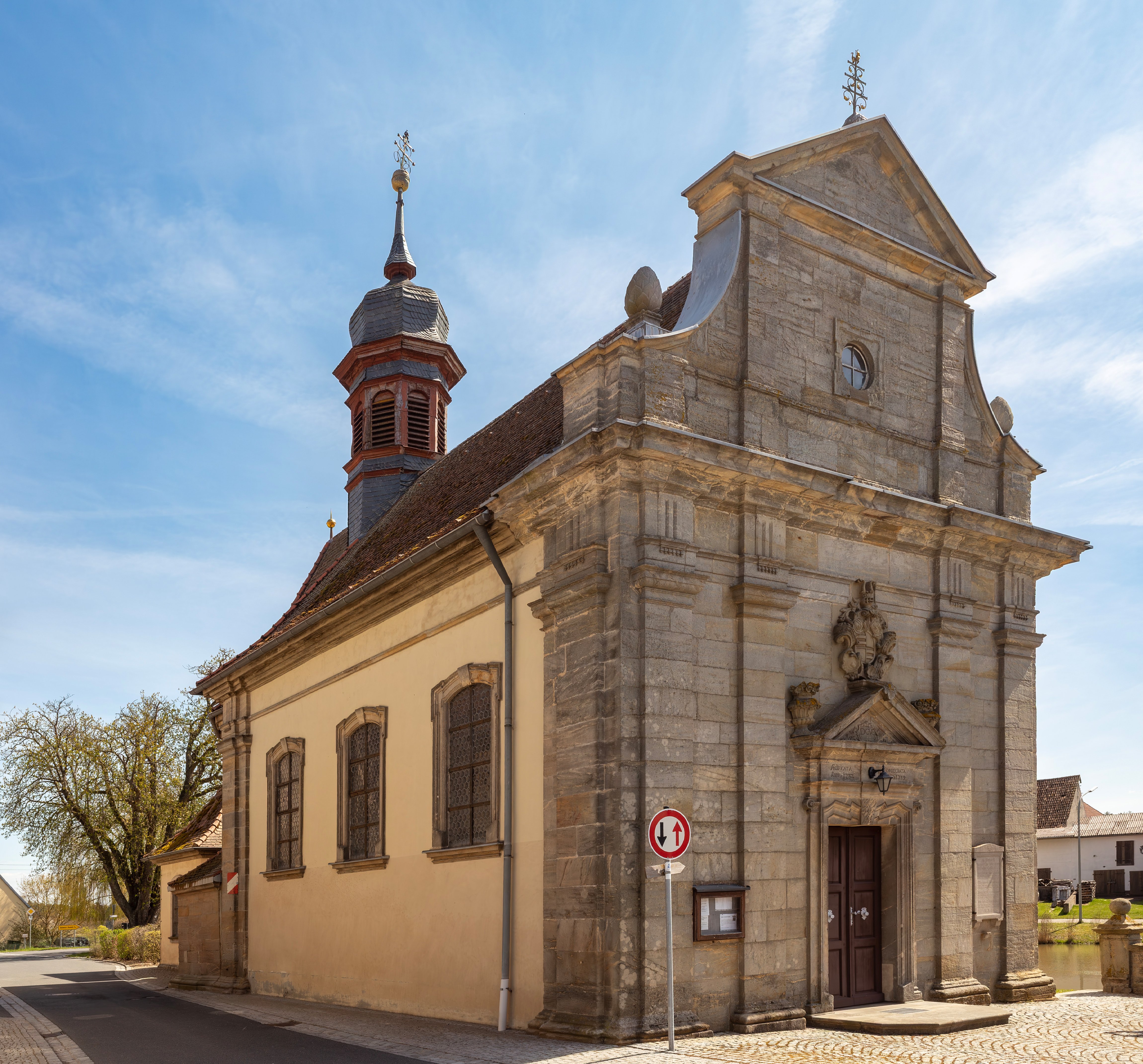
Die Pfarrkirche St. Michael

Leuzendorf in Unterfranken (amtlich „Leuzendorf i.UFr.“) ist ein Gemeindeteil des Marktes Burgpreppach im unterfränkischen Landkreis Haßberge in Bayern.

## Geographische Lage
Das Kirchdorf Leuzendorf liegt östlich von Burgpreppach. Nördlich von Leuzendorf verläuft in Nordost-Südwest-Richtung die B 303. Die durch den Ort verlaufende Kreisstraße HAS 46 führt westwärts nach Burgpreppach und ostwärts nach Kraisdorf (Gemeindeteil von Pfarrweisach). Nach Süden führt die Kreisstraße HAS 50 von Leuzendorf nach Bischwind am Raueneck.

## Geschichte
Die erste bekannte urkundliche Erwähnung von Leuzendorf datiert auf das Jahr 1233. Aus dem Jahr 1385 stammt die erste bekannte urkundliche Erwähnung des Schlosses Leuzendorf. Mit dem Ort belehnte das Hochstift Würzburg mehrmals Mitglieder der Familie Fuchs zu Burgpreppach. Als Sigmund Fuchs zu Burgpreppach im Jahr 1545 ohne männliche Nachfolger starb, wurde Leuzendorf unter seiner Witwe und den acht Töchtern aufgeteilt. Als eine der Töchter alle Anteile bis zum Jahr 1592 auf sich vereinen konnte, ging der Ort an die Herren von Erthal.
Unter den Herren von Erthal war Leuzendorf evangelisch, bis unter Fürstbischof Johann Gottfried von Guttenberg die Kinder des 1688 im Großen Türkenkrieg gefallenen Daniel Christian von Erthal zu Leuzendorf zum Katholizismus erzogen wurden.
Von 1730 an wurde von einem der Söhne, Dietrich Carl von Erthal, das Gemeindeleben in Leuzendorf neu organisiert. Unter ihm wurde 1732 mit dem Bau der St.-Michael-Kirche im Stil des Frührokoko begonnen, die am 14. April 1735 vom Würzburger Weihbischof Johann Bernhard Mayer eingeweiht wurde.
Nachdem die Familie der Erthal im Jahr 1780 erloschen war, ging Leuzendorf im Jahr 1805 an die Herren von Schrottenberg.
Am 1. Juli 1972 wurde Leuzendorf im Rahmen der Gebietsreform in Bayern ein Gemeindeteil von Burgpreppach.